# Pfarrkirche Ampflwang

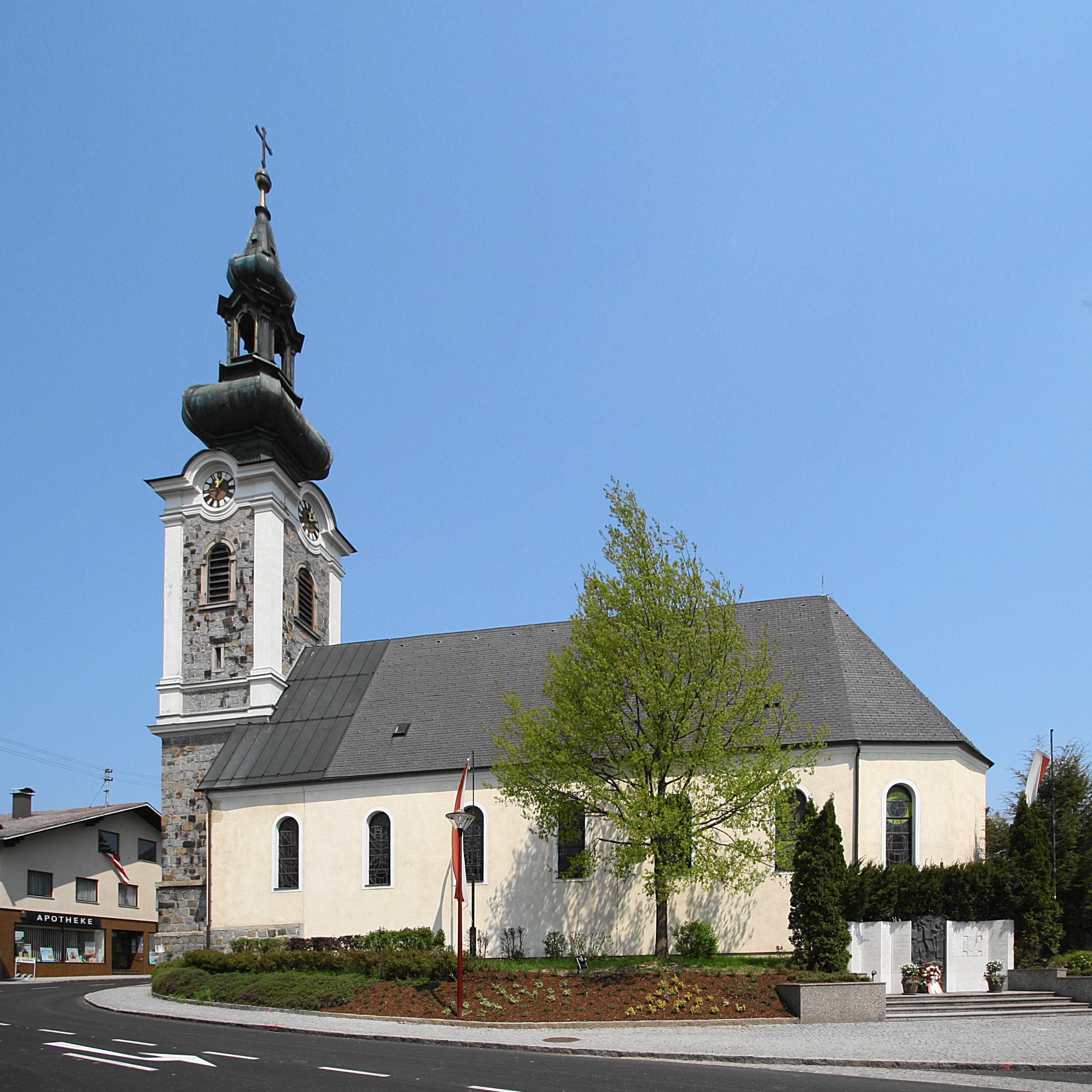
Katholische Pfarrkirche hl. Martin in Ampflwang

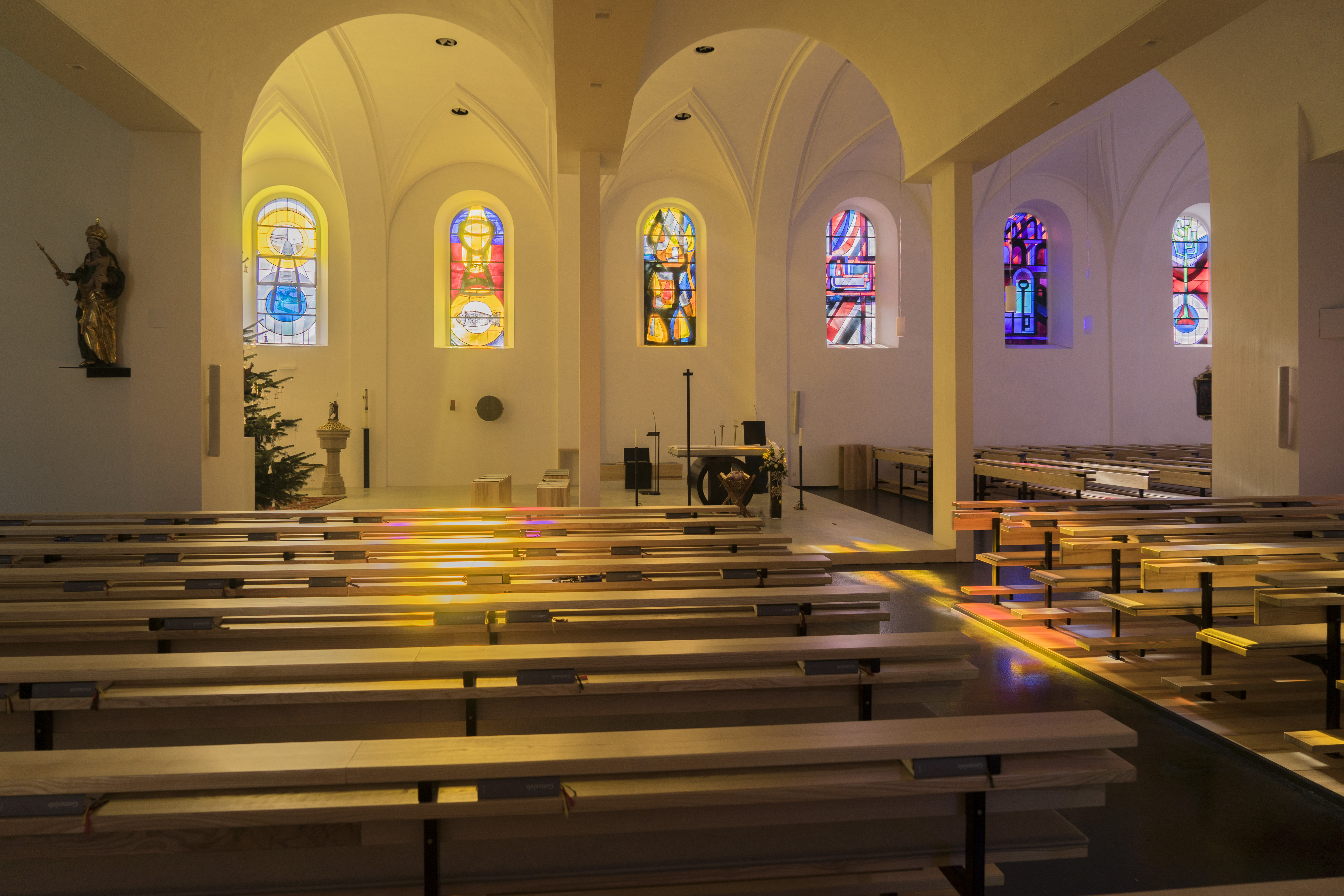
Die Kirche ist nach Norden hin erweitert

Die römisch-katholische Pfarrkirche Ampflwang steht in der Marktgemeinde Ampflwang im Hausruckwald im Bezirk Vöcklabruck in Oberösterreich. Die dem heiligen Martin geweihte Kirche gehört zum Dekanat Schwanenstadt in der Diözese Linz. Die Kirche und der ehemalige Friedhof stehen unter Denkmalschutz.
Urkundlich wurde 1140 eine Kirche genannt. Nach einem Brand wurde 1897/98 ein neuer Kirchenbau errichtet. Diese einschiffige Kirche wurde in jüngerer Zeit um ein modernes Nordseitenschiff mit tonnenförmigen Querdächern erweitert, das mit dem Altbau durch eine Arkade von drei Rundbögen verbunden ist.
Vom gotischen Vorgängerbau ist ein schlichtes Südportal erhalten. Die Saalkirche schließt mit einem Fünfzehntelschluss. Der Westturm trägt eine Zwiebel mit Laterne.

## Ausstattung
Die Seitenaltäre und die Kanzel wurden aus St. Marienkirchen am Hausruck hierher übertragen. 
Die einmanualige Orgel mit zehn Registern wurde 1900 von Johann Lachmayr aus Linz-Urfahr erbaut.
Die Fenster nach Süden wurden nach Entwürfen von Rudolf Kolbitsch gefertigt. Das Rundfenster wurde nach einem Entwurf von Lena Göbel in der Glaswerkstätte des Stiftes Schlierbach gefertigt.